# Дзёю, Фумихиро
Фумихиро Дзёю (яп. 上祐史浩 Дзё:ю: Фумихиро, Дзё:о: Фумизиро, Дзё:о: Фумисиро, род. 17 декабря 1962 года) выполнял функции менеджера по связям с общественностью японской религиозной группы Аум синрикё. Являлся фактическим главой организации, ныне называющейся «Алеф» с декабря 1999 до мая 2007 года. После чего возглавил религиозное объединение «Хикари-но Ва».

## Биография
Дзёю родился в Японии, в префектуре Фукуока острова Кюсю. Он окончил Университет Васэда, одно из наиболее престижных высших учебных заведений Японии, со степенью магистра по специальности «искусственный интеллект». Получив диплом, он вступил в Аум синрикё, которая в то время была небольшой и малоизвестной группой йоги, основанной сыном ремесленника Сёко Асахарой в своей однокомнатной квартире, где он проживал совместно с женой и дочерью (в тот период группа насчитывала лишь несколько человек).
Известный своими аскетическими подвигами, Дзёю быстро продвинулся в организационной иерархии группы и возглавил Нью-Йоркский филиал, где перевёл ряд книг основателя Сёко Асахары на английский. После того, как деятельность в США была прекращена, Дзёю вернулся в Японию, где выполнял функцию менеджера по связям с общественностью. С 1993 по 1995 год он руководил филиалами Аум в России.
В 1995 году, на волне арестов руководящего состава группы вследствие зариновой атаки 1995 года, снова вернулся в Японию и повторно занял позицию менеджера по связям с общественностью. Арестован и осуждён за «побуждение к даче ложных показаний в ходе судебных слушаний в 1992 году». Некоторые из наблюдателей связали осуждение Дзёю с правительственной попыткой «обезглавить культ». Арест адвоката Ёсихиро Ясуды, который возглавлял защиту Сёко Асахары в тот период, критиковался правозащитной организацией Human Rights Watch. Ясуда, один из наиболее известных адвокатов Японии и также участник движения за отмену смертной казни, был арестован по обвинению в предоставлении противозаконных юридических советов, длительное время содержался под стражей и был оправдан незадолго до завершения процесса Сёко Асахары.
Отбыв трёхлетний тюремных срок, Дзёю вышел на свободу 20 декабря 1999 года. С этого момента он стал фактическим главой группы. Под его руководством Аум синрикё сменила название на Алеф, первую букву еврейского алфавита. Группа признала ответственность в различных инцидентах, включая зариновую атаку в токийском метрополитене, и принесла извинения жертвам и их близким. Также был создан специальный компенсационный фонд, посредством которого производятся денежные выплаты пострадавшим. Дзёю также публично извинился за отказ признавать участие членов Аум в зариновой атаке ранее, говоря, что в тот период считал, что поступает правильно, защищая Аум в качестве менеджера по связям с общественностью.

## Руководитель Алеф
Под руководством Дзёю Алеф претерпела различные другие изменения. Так, были изъяты из обращения ряд религиозных текстов, которые, по утверждениям японских правоохранительных органов, «оправдывали убийства». Большую часть времени Дзёю проводил в религиозных помещениях, арендуемых Алефом, выезжая из них лишь изредка. По сообщениям прессы, полиция посоветовала ему воздержаться от публичных выступлений, поскольку не в состоянии «гарантировать личную безопасность».
Попытки сгладить противостояние с обществом не принесли Дзёю заметных дивидендов. Согласно заявлениям правительственных чиновников и негативным реакциям прессы, Алеф по-прежнему воспринимается обществом как угроза. Инициированные Дзёю внутренние дебаты по поводу будущего Алефа в итоге привели группу к расколу на две противоборствующие фракции к концу 2005 года (согласно отчёту PSIA, японской службы внутренней безопасности, осуществляющей наблюдение за Алефом в соответствии с особым анти-Аумовским законом, принятым японским Парламентом в 1999 году). Тогда как «фундаменталистская» фракция желает сохранить группу насколько возможно близкой к формату, существовавшему до 1995 года, Дзёю и его фракция «реформаторов» выступают за более мягкий курс, направленный на смягчение социальных трений и реинтеграцию последователей Алефа в окружающий их социум.
Летом 2006 года противоборствующие фракции разделились. Дзёю с группой сторонников (среди которых значительное число людей, ранее занимавших руководящие должности в Аум синрикё) переместились в отдельное здание. По словам самого Дзёю, многие из его сторонников пока не объявили о своей поддержке публично и временно остаются с группой его противников.

## Идол для юных девушек
«На волне арестов последователей Аум синрикё […] японские девушки-тинейджеры нашли себе новую икону: Фумихиро Дзёю, „министра информации“ этой секты. Не имея ни малейшего интереса к Ауму, духовным опытам или Будде, они сходят с ума по Дзёю только потому, что он „сердцеед“, как об этом цинично пишет пресса» ('Slapstick on the Precipice: The Ascent of Koizumi Junichiro' by Alex Shishin).)
Популярный в Азии еженедельник Asiaweek присвоил Фумихиро Дзёю титул Виртуозный Аумовский Рекрутер. Мнения по поводу того, внесли ли харизма и популярность Дзёю свой вклад в его судебные проблемы, существуют разные.